# Якобень (Ясси)
Якобень, Якобені (рум. Iacobeni) — село у повіті Ясси в Румунії. Входить до складу комуни Вледень.
Село розташоване на відстані 347 км на північ від Бухареста, 37 км на північний захід від Ясс.

## Населення
За даними перепису населення 2002 року у селі проживали 290 осіб, усі — румуни. Усі жителі села рідною мовою назвали румунську.